# Postville
Postville (Inuit : Qipuqqaq) est une communauté côtière inuite non incorporée de 177 habitants en 2016.
Postville est situé à l'est du Labrador, dans la partie continentale de la province de Terre-Neuve-et-Labrador au Canada.
C'est un village de pêcheurs situé à proximité de l'océan Atlantique.
Postville est inaccessible par la route et ne peut être atteint que par voie aérienne ou maritime.

## Géographie
Postville est situé au fond de la baie Kaikopok, non loin de l'embouchure de la rivière Kaipokok.
Postville est baigné par l'eau salée et est accessible à la navigation pendant l'hiver. Bien qu'il n'y ait pas d'accès routier avec le reste du Labrador, la communauté est accessible par l'aéroport de Postville (AITA : YSO) adjacent au village, un sentier de motoneige l'hiver, ou, de façon saisonnière, par un traversier côtier depuis Hopedale. Le réseau routier local relie le village à quatre étangs d'eau douce situés à l'est de la baie Kaipokok, dont le plus vaste est l'étang aux Saumons (Salmon Pond).
Le village se trouve dans une zone de toundra subarctique avec une faune (ours noir, renard, loup, caribou, élan...) et une flore adaptées au climat. Les saumons atlantiques, petits rorquals et baleines à bosse sont couramment observés dans les eaux avoisinantes.
Postville fait partie de la zone des revendications territoriales des Inuits du Labrador et est supervisé par le gouvernement du Nunatsiavut.

## Histoire
Au XVIIIe siècle, le commerçant franco-canadien Louis Fornel débarqua près du site actuel de Rigolet et revendiqua la terre pour la France en 1743. Les franco-canadiens établirent à cette époque des postes de traite dans la baie Kaipokok.
Les Anglais prirent le contrôle de la côte du Labrador en 1763 à l'issue de la guerre de Sept Ans. Cela amena un flot de pêcheurs et de baleiniers européens à s'installer sur la côte du Labrador.
Vers 1784, Pierre Marcoux et Louis Marchand rouvrirent le vieux poste de traite de Kaipokok. En 1795, les Frères moraves de Hopedale observèrent que Pierre Marcoux et l'ancien associé de George Cartwright Collingham furent les premiers européens à s'établir dans la baie Kaipokok.
Afin de faire concurrence aux Moraves, la Compagnie de la Baie d'Hudson établit un poste de traite côtier dans la baie Kaipokok en 1837 peu après celui de Rigolet. Le comptoir a été exploité jusqu'en 1878.
Le village fut d'abord connu sous le nom de The Post en raison du poste de traite de la Compagnie de la Baie d'Hudson situé dans la région. Les familles inuites faisaient du commerce durant l'automne, l'hiver et le printemps avant de retourner dans les campements côtiers durant l'été. Le village a été renommé Postville dans les années 1940 par un pasteur qui a aidé à établir la communauté en construisant une école et une église.